# Spodnji Porčič
Spodnji Porčič je razloženo naselje v Občini Lenart.
Naselje ima gručasto jedro v osrednjem delu Slovenskih goric, na severnem robu razširjene doline potoka Velke, ob krajevni cesti Lenart-Sv. Trojica v Slovenskih goricah, zahodno od umetnega Trojiškega jezera. Gručasto jedro se imenuje tudi Stari Porčič. Razloženi del naselja je na južnih obronkih slemena pod Zgornjim Porčičem. Na območju naselja je del lenarške industrijske cone.